# Auma-Weidatal
Die Stadt Auma-Weidatal ist eine Landgemeinde im Landkreis Greiz in Thüringen. Sitz der Verwaltung ist die ehemalige Stadt Auma.

## Geografie

### Lage
Auma-Weidatal liegt im Südwesten des Landkreises Greiz. Im Norden grenzen die Gemeinde Harth-Pöllnitz, im Nordosten die Stadt Weida und die Stadt Hohenleuben sowie im Osten und Süden die Stadt Zeulenroda-Triebes an. Im Westen grenzen die Gemeinden Tegau, Dittersdorf, Tömmelsdorf, Triptis und Mittelpöllnitz im Saale-Orla-Kreis an Auma-Weidatal.
| Triptis     | Mittelpöllnitz Harth-Pöllnitz               | Weida, Hohenleuben |
| Tömmelsdorf | Kompassrose, die auf Nachbargemeinden zeigt | Zeulenroda-Triebes |
| Dittersdorf | Tegau                                       | Zeulenroda-Triebes |

### Stadt- bzw. Landgemeindegliederung
Auma-Weidatal gliedert sich in fünf Ortschaften, die den Ursprungsgemeinden der Stadt mit ihren Ortsteilen entsprechen:
- Auma mit den Ortsteilen Gütterlitz, Krölpa, Muntscha, Untendorf, Wenigenauma und Zickra
- Braunsdorf mit dem Ortsteil Tischendorf
- Göhren-Döhlen mit den Ortsteilen Döhlen und Göhren
- Staitz
- Wiebelsdorf mit den Ortsteilen Pfersdorf und Wöhlsdorf

## Geschichte
Die Bürgermeister der Stadt Auma sowie der Gemeinden Braunsdorf, Göhren-Döhlen, Staitz und Wiebelsdorf unterzeichneten am 13. Januar 2011 den Vertrag über die Bildung einer Landgemeinde. Die fünf Kommunen erledigten seit 1996 gemeinsam mit drei weiteren ihre Verwaltungsgeschäfte in der Verwaltungsgemeinschaft Auma-Weidatal. Am 1. Dezember 2011 erfolgte der Zusammenschluss.

### Einwohnerentwicklung
| Jahr | Einwohner |
| ---- | --------- |
| 2011 | 3.836     |
| 2012 | 3.791     |
| 2013 | 3.718     |
| 2014 | 3.663     |
| 2015 | 3.646     |
| 2016 | 3.606     |

| Jahr | Einwohner |
| ---- | --------- |
| 2017 | 3.557     |
| 2018 | 3.491     |
| 2019 | 3.441     |
| 2020 | 3.394     |
| 2021 | 3.396     |
| 2022 | 3.353     |

| Jahr | Einwohner |
| ---- | --------- |
| 2023 | 3.332     |
| 2024 |           |
| 2025 |           |
| 2026 |           |
| 2027 |           |
| 2028 |           |

## Politik

### Stadtrat
Nach der Kommunalwahl vom 26. Mai 2024 setzt sich der Stadtrat wie folgt zusammen:

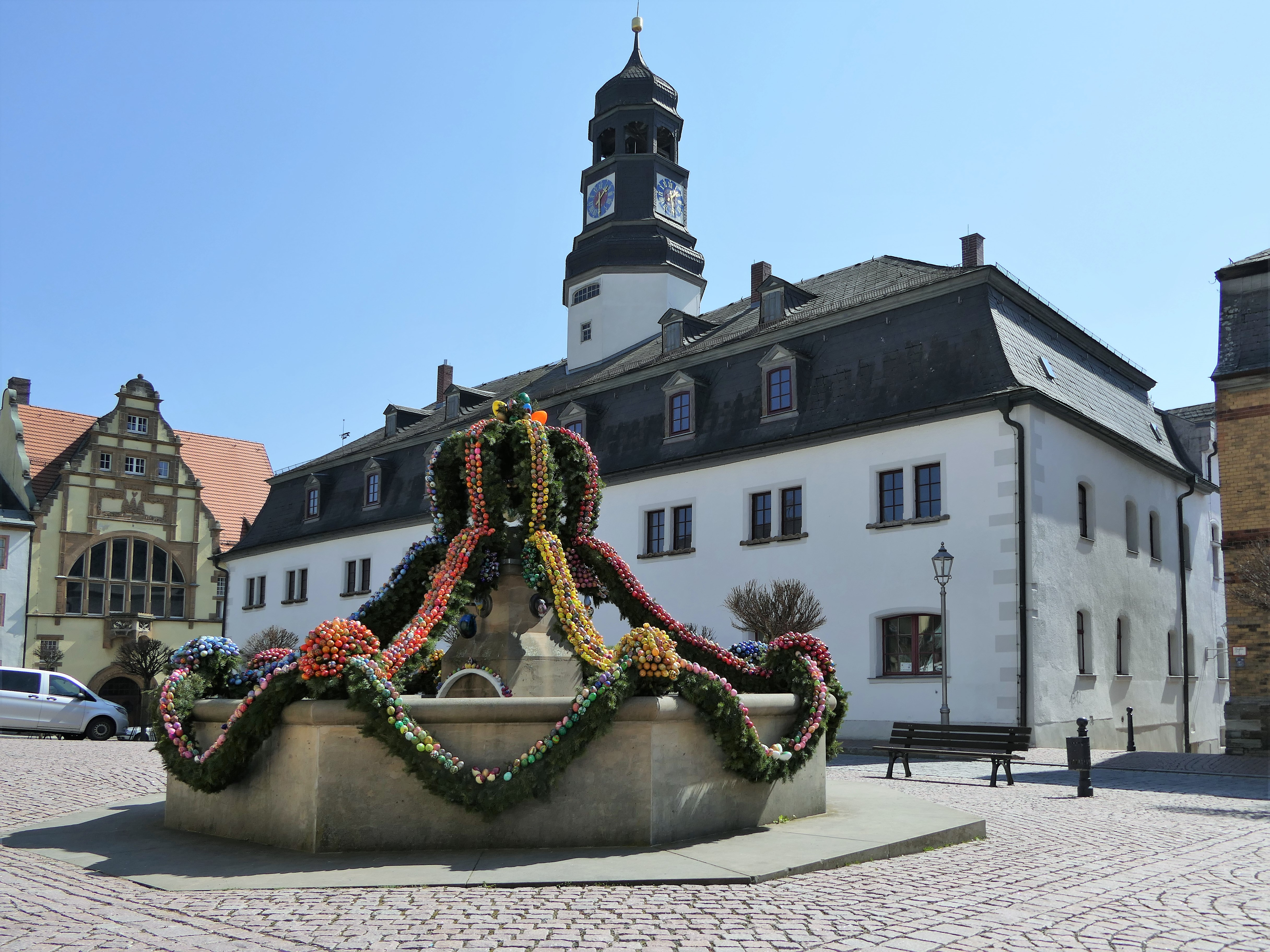
Altes Rathaus und Osterbrunnen auf dem Markt

| Partei                       | Sitze  | Sitzverteilung im Stadtrat Auma-WeidatalInsgesamt 16 Sitze - UBV: 3 - GVA/SVA: 4 - CDU: 9 |
| CDU                          | 9 (+2) | Sitzverteilung im Stadtrat Auma-WeidatalInsgesamt 16 Sitze - UBV: 3 - GVA/SVA: 4 - CDU: 9 |
| GVA/SVA                      | 4 (±0) | Sitzverteilung im Stadtrat Auma-WeidatalInsgesamt 16 Sitze - UBV: 3 - GVA/SVA: 4 - CDU: 9 |
| UBV                          | 3 (±0) | Sitzverteilung im Stadtrat Auma-WeidatalInsgesamt 16 Sitze - UBV: 3 - GVA/SVA: 4 - CDU: 9 |
| DIE LINKE                    | 0 (−1) | Sitzverteilung im Stadtrat Auma-WeidatalInsgesamt 16 Sitze - UBV: 3 - GVA/SVA: 4 - CDU: 9 |
| Kegelverein/FFw/Heimatverein | 0 (−1) | Sitzverteilung im Stadtrat Auma-WeidatalInsgesamt 16 Sitze - UBV: 3 - GVA/SVA: 4 - CDU: 9 |

### Bürgermeister
Seit der Bildung der Stadt am 1. Dezember 2011 stand Iris Seidel (CDU) der Stadt als Beauftragte vor. Am 22. April 2012 wurde außer dem Stadtrat auch ein neuer Bürgermeister gewählt. Frank Schmidt (CDU) setzte sich bei dieser Wahl mit 58,5 % der Stimmen bei einer Wahlbeteiligung von 58,1 % gegen zwei Mitbewerber durch. Bei der Bürgermeisterwahl am 15. April 2018 wurde er mit 52,9 % der gültigen Stimmen im Amt bestätigt. Der parteilose Mitbewerber Oliver Detterbeck erhielt 47,1 % der gültigen Stimmen. Die Wahlbeteiligung lag 2018 bei 57,8 %.
Bei der Bürgermeisterwahl am 26. Mai 2024 setzte sich Dirk Rüdiger mit 52,5 % der abgegebenen Stimmen gegen Iris Seidel (CDU) durch, auf die 47,5 % der Stimmen entfielen. Die Wahlbeteiligung lag bei 69,8 %.

## Wirtschaft und Infrastruktur
Durch Auma-Weidatal verlaufen mehrere Landesstraßen in die umliegenden Orte. Die Autobahnanschlussstelle Triptis der Bundesautobahn 9 liegt etwa 11 Autokilometer vom Stadtzentrum entfernt. Das Teilstück der Bahnstrecke Triptis–Marxgrün zwischen Triptis und Saalburg-Ebersdorf, an dem Auma und Krölpa einen Bahnhof hatten, ist stillgelegt.
Die Wirtschaft der Stadt ist durch mittelständische Industrie (z. B. Barat Ceramics), Handwerk, Gewerbe und landwirtschaftliche Betriebe geprägt. In der Ortschaft Staitz existiert das Gewerbegebiet „In der Muschke“.

## Sehenswürdigkeiten

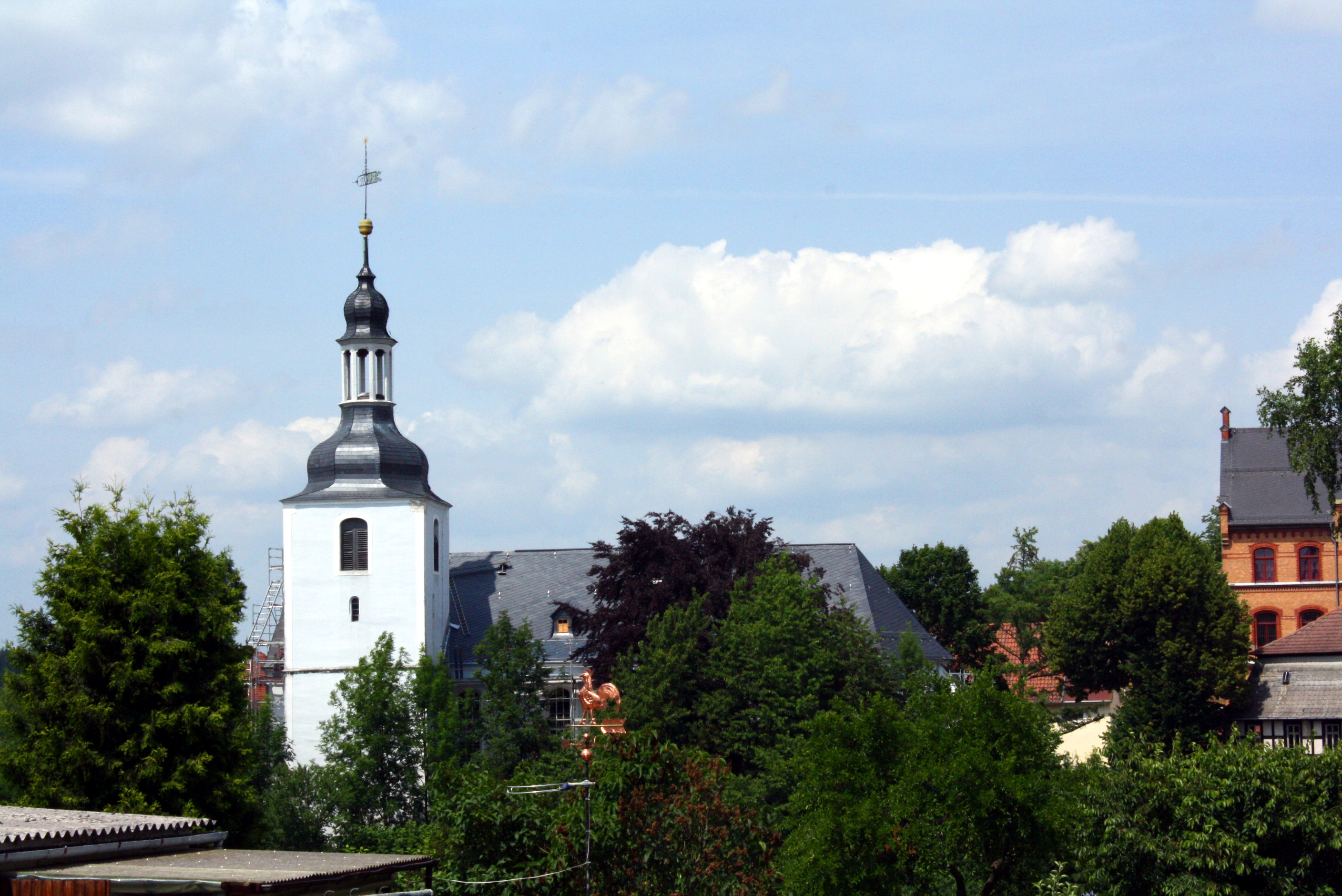
Liebfrauenkirche Auma

Sehenswert in Auma sind die Liebfrauenkirche, das Alte Rathaus (neu erbaut 1790), links daneben auf der anderen Straßenseite das Neue Rathaus (1907/08) und die kursächsische Postmeilensäule. Auf dem Eichplatz befindet sich eine Friedenseiche, die 1863 zur Erinnerung an die Völkerschlacht gepflanzt wurde. Reste der Stadtmauern und ein historisches Taubenhaus wurden saniert und vom Heimatverein beschildert. Der Verein betreibt auch ein kleines Museum zur Dorfgeschichte in der Heimatstube.